# 바세나르 협정

현재 바세나르 협정에 참여중인 국가들

이중 사용 품목과 일반적인 전략물자에 대한 수출에 대한 바세나르 협정(The Wassenaar Arrangement on Export Controls for Conventional Arms and Dual-Use Goods and Technologies) 혹은 바세나르 협정, 바세나르 체제는 냉전당시 미국이 주도한 대공산권 수출 통제 위원회(Coordinating Committee for Multilateral Export Controls, COCOM(코콤))에 바르샤바 조약국들이 참여한 수출 제한 협정이다.
바세나르 협약은 재래식 무기와 이중용도물품이나 기술의 투명성을 제고하고 책임성을 강화함으로써 국가안보를 위협하는 재래식 무기의 과잉축적을 방지하고 이런 물자들에 책임을 부여함으로써 안정성을 확보한다. 참가국들은 자국의 규정으로 이 리스트에 올라간 물품들이 가입하지 않은 타국의 군사 역량 개발 또는 향상에 기여하지 않고 또한 이런 역량을 지원하지 않도록 해야 한다.
바세나르 협정은 냉전당시 미국이 주도한 수출 통제 협정인 대공산권 수출 통제 위원회의 적자이며, 1996년 7월 12일 네덜란드 바세나르에서 조인되었다. 바세나르 협정은 코콤보다 덜 엄격하며, 협약국의 수출통제의 투명성을 높이는데 초점이 맞춰져 있으며, 협약국간 비토를 허용하지 않는다. 이 협약을 유지하는 사무국은 오스트리아의 비엔나에 위치하여 있으며, 코콤과 비슷하지만 바세나르 협약은 법적 구속력이 있는 조약이 아니다.
매 6개월마다 협약국들은 일반 이중용도 품목의 수출 거부 내용을 보내야 하며, 민감하거나 초민감 품목의 경우 거부일로부터 30~60일내에 거부내용을 통고함과 동시에 수출승인 실적을 협약에 6개월마다 일괄적으로 통보해야 한다

## 바세나르 협약에 포함하는 목록
합의 개요는 "Guidelines & Procedures, including the Initial Elements"라는 문서에 설정되어 있다. 바세나르 협약의 방산물자 리스트는 22가지의 카테고리를 가지며, 이중목적 목록은 다음과 같은 카테고리를 가진다.
- 카테고리 1 – 특별한 자재와 관련된 장비들
- 카테고리 2 – 재료에 대한 가공
- 카테고리 3 – 일렉트로닉스
- 카테고리 4 – 컴퓨터
- 카테고리 5 – 파트 1 – 전기 통신
- 카테고리 5 – 파트 2 – 정보 보안
- 카테고리 6 – 센서와 레이저
- 카테고리 7 – 네비게이션과 항공전자
- 카테고리 8 – 대양 관련
- 카테고리 9 – 항공우주와 추진관련

기본적인 목록은 두가지 항목 — 예민한, 그리고 매우 예민한 항목을 가진다. 매우 예민한 항목엔 스텔스 기술, 제트 엔진, 진보된 레이다 같은 기술들이 포함된다. 이런 통제 품목은 통제 품목은 참가국의 기술발전과 경험을 반영하여 전문가그룹 회의를 통하여 정기적으로 개정된다